# Hunkovce
Hunkovce es un municipio del distrito de Svidník en la región de Prešov, Eslovaquia, con una población estimada a final del año 2024 de 311 habitantes.
Se encuentra ubicado en el centro-norte de la región, cerca del río Ondava (cuenca hidrográfica del río Tisza) y de la frontera con  Polonia.

## Demografía
| Año        | 1994 | 2004     | 2014    | 2024    |
| ---------- | ---- | -------- | ------- | ------- |
| Población  | 266  | 342      | 334     | 311     |
| Diferencia |      | +28,57 % | −2,33 % | −6,88 % |

| Año        | 2023 | 2024 |
| ---------- | ---- | ---- |
| Población  | 311  | 311  |
| Diferencia |      | +0 % |